# Формула-1 — Гран-прі Росії
Гран-прі Росії (рос. Гран-при России) — один з етапів чемпіонату світу з автогонок у класі Формула-1. В даний час проводиться на Автодромі Сочі в місті Сочі, Краснодарський край, Росія.
З 2014 Гран-прі Росії входить до заліку Чемпіонату світу з автоперегонів у класі Формула-1.

## Переможці Гран-прі Росії

### Багаторазові переможці

#### Пілоти
Жирним шрифтом виділені пілоти, які беруть участь в чемпіонаті Формули-1 сезону 2019
| Кількість перемог | Пілот            | Рік                                |
| ----------------- | ---------------- | ---------------------------------- |
| 5                 | Льюїс Гамільтон  | 2014, 2015, 2018, 2019, 2020, 2021 |
| 2                 | Вальттері Боттас | 2017, 2020                         |

#### Конструктори
Жирним шрифтом виділені команди, які беруть участь в чемпіонаті Формули-1 сезону 2019.
| Кількість перемог | Конструктор | Рік                                            |
| ----------------- | ----------- | ---------------------------------------------- |
| 8                 | Mercedes    | 2014, 2015, 2016, 2017, 2018, 2019, 2020, 2021 |

### По роках
| Рік  | Пілот            | Конструктор | Траса         | Звіт |
| ---- | ---------------- | ----------- | ------------- | ---- |
| 2021 | Льюїс Гамільтон  | Mercedes    | Автодром Сочі | Звіт |
| 2020 | Вальттері Боттас | Mercedes    | Автодром Сочі | Звіт |
| 2019 | Льюїс Гамільтон  | Mercedes    | Автодром Сочі | Звіт |
| 2018 | Льюїс Гамільтон  | Mercedes    | Автодром Сочі | Звіт |
| 2017 | Вальттері Боттас | Mercedes    | Автодром Сочі | Звіт |
| 2016 | Ніко Росберг     | Mercedes    | Автодром Сочі | Звіт |
| 2015 | Льюїс Гамільтон  | Mercedes    | Автодром Сочі | Звіт |
| 2014 | Льюїс Гамільтон  | Mercedes    | Автодром Сочі | Звіт |